# Comitato europeo per la protezione dei dati
Il Comitato europeo per la Protezione dei Dati (EDPB) è un organismo indipendente dell'Unione europea con sede a Bruxelles, il cui scopo è garantire un'applicazione coerente del Regolamento generale sulla Protezione dei Dati (RGPD) e promuovere la cooperazione tra le autorità di protezione dei dati dell' UE. Il 25 maggio 2018, l'EDPB ha sostituito il gruppo di lavoro “Articolo 29”.

## Il ruolo dell'EDPB include le seguenti competenze[1]
- Pubblicare linee guida, raccomandazioni e identificare le migliori pratiche relative all'interpretazione e all'applicazione del RGPD,

- Informare la Commissione europea in merito a questioni riguardanti la protezione dei dati personali nello Spazio economico europeo (SEE),
- Adottare pareri volti a garantire la coerenza dell'applicazione del GDPR da parte delle autorità nazionali di vigilanza, in particolare in merito alle decisioni che hanno effetti transfrontalieri,
- Fungere da organo di risoluzione nelle controversie tra autorità nazionali che cooperano all'applicazione legislativa nel contesto di casi transfrontalieri,
- Incoraggiare lo sviluppo di codici di condotta e istituire meccanismi di certificazione nel campo della protezione dei dati,
- Promuovere la cooperazione e lo scambio efficace di informazioni e buone pratiche tra le autorità nazionali di vigilanza.

## Presidenza
Il Comitato europeo per la Protezione dei Dati è rappresentato dal suo presidente, eletto tra i membri del consiglio a maggioranza semplice, per un mandato di cinque anni, rinnovabile una volta. La stessa procedura elettorale e lo stesso mandato si applicano ai due vice presidenti.
Attualmente, la Presidenza del Comitato è rappresentata da:
- Andrea Jelinek, presidente,
- Ventsislav Karadjov, vicepresidente
- Aleid Wolfsen, vicepresidente

## Membri dell'EDPB
Il consiglio di amministrazione è composto dai rappresentanti delle autorità nazionali di protezione dei dati dei 27 paesi in seno all'EU, da 3 paesi appartenenti allo Spazio economico europeo e dal Garante europeo della protezione dei dati (GEPD).